# Anthony Gardner
Anthony Gardner (ur. 19 września 1980 w Stafford) – angielski piłkarz, grający na pozycji obrońcy.

## Kariera

### Port Vale
Gardner swoją karierę rozpoczął w Port Vale, gdzie strzelił 4 bramki w 41 spotkaniach. Zadebiutował tam w sezonie 1998/1999.

### Tottenham Hotspur
Anthony przeszedł do Tottenhamu, aby wypełnić lukę po odchodzącym do Arsenalu Solu Campbellu. Zadebiutował w drużynie przeciwko Derby County w marcu 2001. Niestety, doznał kontuzji wiązadła kolanowego i nie grał do końca sezonu. Gardner strzelił swojego pierwsze gola dla zespołu w wygranym 3-2 spotkaniu z West Ham United F.C. we wrześniu 2002.
Na początku sezonu 2007/2008, gdy kontuzjowani byli podstawowi obrońcy – Ledley King i Michael Dawson, otrzymał szansę gry w podstawowym składzie. Niestety 25 października 2007 w meczu Pucharu UEFA przeciwko Getafe CF w 42 minucie spotkania został zniesiony z boiska. Okazało się, że ma zwichniętą kostkę. W styczniu 2008 wypożyczono go do Evertonu, ale nie zaliczył tam żadnego spotkania.

### Hull City
Latem 2008 Gardner przeszedł do beniaminka Premiership, Hull City. Kosztował 2,5 mln funtów i stał się najdroższym nabytkiem klubu w historii.

### Crystal Palace
Sezon 2010/2011 spędził na wypożyczeniu do londyńskiej drużyny Crystal Palace, gdzie rozegrał 28 meczów, zdobywając 1 bramkę w wygranym 2-1 wyjazdowym meczu z Norwich City. Po sezonie jego kontrakt z Hull City nie został przedłużony i zawodnik podpisał roczną umowę z Palace. W pierwszym meczu półfinałowym Pucharu Ligi wygranym 1-0 z Cardiff City zdobył swoją jedyną bramkę w sezonie.

### Sheffield Wednesday
W sezonie 2012/2013 na zasadzie wolnego transferu wzmocnił Sheffield Wednesday.

## Reprezentacja
Gardner rozegrał jedno spotkanie w Anglii U21.
W seniorskiej reprezentacji rozegrał jedno spotkanie w marcu 2004, gdy zmienił się z weteranem Garethem Southgate.